# KF Drenica
Actualités
Le Klubi Futbollistik Drenica Skënderaj est un club de football basé à Skenderaj au Kosovo et fondé en 1958.

## Palmarès
- Coupe du Kosovo
  - Finaliste : 2006